# 小田急ファミリー鉄道展

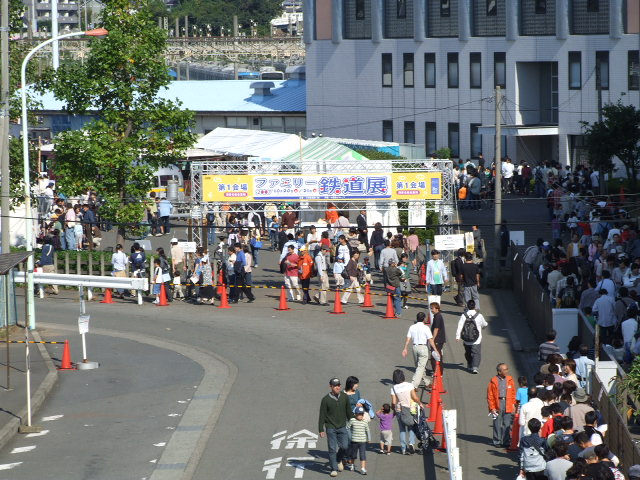
ファミリー鉄道展（2007年10月撮影）

小田急ファミリー鉄道展（おだきゅうファミリーてつどうてん）は、小田急電鉄が毎年10月中旬に鉄道の日を記念して神奈川県海老名市の海老名総合基地で開催するイベントのことである。
なお、本項ではファミリー鉄道展の前身であり、1983年（昭和58年）7月に小田急百貨店新宿店本館で開催された「鉄道展」と、1987年（昭和62年）12月に同店で開催された「小田急開業60周年記念大鉄道展」、海老名総合基地で1997年（平成9年）10月に開催された「小田急開業70周年記念鉄道展」についても記す。

## 概要
海老名総合基地でのイベントは、1997年10月に開催された「小田急開業70周年記念鉄道展」がその嚆矢である。1998年（平成10年）は開催されなかったが、1999年（平成11年）から毎年「ファミリー鉄道展」として開催されている。小田急ロマンスカーをはじめ、小田急電鉄の現有車両や過去に運行されていた車両の展示や鉄道グッズ、廃車車両の部品の販売などが行われており、毎年、大勢の家族連れや鉄道ファンで賑わっている。

## 歴史

### 鉄道展

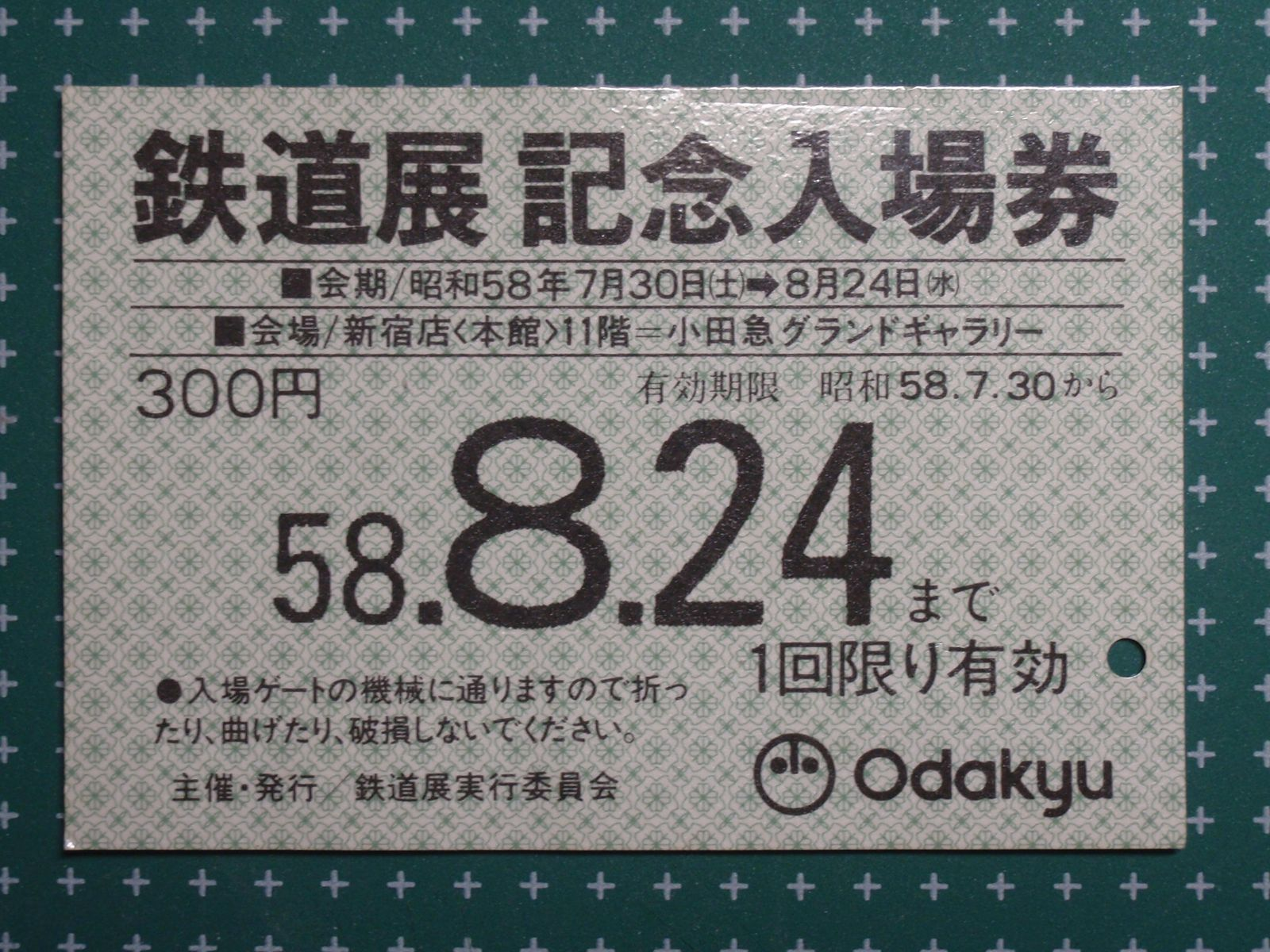
1983年の鉄道展の入場券

1983年7月30日から8月24日までの夏休み期間中に小田急百貨店新宿店本館で開催された。なお、会場への入場には300円の入場券を購入する必要があった。ちなみにこの入場券は磁気券であり、入場ゲートにある自動改札機を通ることができた。

### 小田急開業60周年記念大鉄道展
1987年12月に小田急百貨店新宿店で開催された。目玉企画として、翌1988年（昭和63年）に就役する1000形通勤車両の先頭部のモックアップ展示と、7000形 (LSE) の運転シミュレーター体験があった。

### 小田急開業70周年記念鉄道展
1997年10月に海老名総合基地にて開催された。目玉企画として、小田急電鉄開業70周年記念車両の3100形 (NSE) 「ゆめ70」が展示された。また、同基地の保管庫内に留置されている3000形（SE, 以下「初代3000形」と表記）が初めて一般に公開された。

### ファミリー鉄道展
1999年
10月6・17日に開催。目玉企画として、小田急開業時の車両であるモハ1形と小田急電鉄開業70周年記念車両の3100形「ゆめ70」が展示された。このほか、旧塗装の2200形とロマンスカー車両は初代3000形や通常塗装の3100形も展示された。
2000年
10月21・22日に開催。ロマンスカー車両である初代3000形・3100形・7000形のほかに2200形・保線車両が展示された。
2001年
10月7・8日に開催。目玉企画として、翌2002年（平成14年）2月に営業運転を開始する3000形（通勤車両、以下「新3000形」と表記）の一般への初お披露目が行われた。また、ロマンスカー車両である初代3000形・3100形のほか、2200形も展示された。このほか、神奈川中央交通のスヌーピーバスが展示された。
2002年
10月19・20日に開催。目玉企画として、ロマンスカーの「リバイバル運転」が7000形を用いて行われた。19日には「リバイバルさがみ号」、20日には「リバイバルあしがら号」がそれぞれ新宿駅から海老名電車基地まで運行されるとともに同列車の展示も行われた。このほかの展示車両は2000年（平成12年）と同一だった。
2003年
10月18・19日に開催。目玉企画として、初日に2004年（平成16年）に営業運転を終了する2600形が旧塗装となり、新宿駅 - 海老名電車基地間で臨時列車として運行されるとともに、総合検測車であるクヤ31形が装飾されていない状態で一般向けに初めて公開された。また、この2形式のほかに初代3000形・10000形 (HiSE) と、2200形・新3000形・保線車両が展示された。また、同年7月に営業運転を終了した2663Fの廃車品の一部も売られた。
2004年
10月23・24日に開催。特にこれといった目玉企画は実施しなかったが、初代3000形・3100形・20000形 (RSE) と、クヤ31形・保線車両が展示された。
2005年
10月15・16日に開催。目玉企画として、ロマンスカー10000形と営業運転終了間近の9000形が展示された。このほか、初代3000形と、2200形・新3000形・保線車両も展示された。なお、この年に展示された10000形は翌2006年（平成18年）に長野電鉄へ譲渡された。
2006年
10月14・15日に開催。目玉企画としてモハ1形・2200形・3100形のほか、喜多見電車基地で保管されている2600形（2670号車）と9000形（9001号車）が展示された。このほか、例年通り初代3000形と保線車両も展示された。3100形の新宿寄りの先頭車は簡易連結器を出した状態で展示された。なお、廃車車両の部品販売はアスベスト問題の影響からかこの年以降、行われていない。
2007年
10月20・21日に開催。小田急電鉄開業80周年記念の年でもあり、小田急ロマンスカー就役50周年を記念して初代3000形・3100形と登場時の塗装に復元した7000形が展示されたほか、のちに2008年（平成20年）3月15日に営業運転を開始することになる60000形 (MSE) が一般向けに初公開された。なお、初代3000形は約14年ぶりに保管庫から搬出した上で展示された。2007年（平成19年）9月22日に営業運転を開始した通勤車両4000形は、車両展示会場の横に留置されていた。
このほか、保線車両の展示や小田急線開業80周年記念展示、系列各社のバスの展示が行われた。
さらに、ビナウォークでは、向谷実によるスペシャルステージや木村裕子のミニステージなどの各種イベントが実施された。
2008年
10月18・19日に開催。目玉企画として初代3000形・10000形・4000形・5000形・8000形が展示された。なお、ロマンスカー10000形は運転台見学（事前応募制）も実施された。
第2会場のビナウォークでは、18日のみ向谷実による鉄道をテーマにしたスペシャルステージが開催された。
2009年
10月17・18日に開催。第1会場では、目玉企画として、ロマンスカー30000形 (EXE) の併結実演、保線車両によるレール削正などの実演が実施された。また1000形（箱根登山カラー）、保線車両が展示された。なお、例年実施されていた初代3000形の展示は行われなかった。
第2会場では、駅長または乗務員との記念撮影会、ミニSLの走行会などが開催された。また17日には、向谷実による鉄道をテーマにしたスペシャルステージが、18日にはななめ45°によるライブが開催された。
2010年
10月30・31日に開催予定であったが、台風14号接近のため、前日の10月29日に急遽中止が発表された。
第2会場のイベントについては縮小開催の方向となったが、1日目については当日中止が決定している。
第1会場では初代3000形・7000形と5000形+5200形の4両+6両併結10両編成の展示が予定されていた。第2会場では1日目に向谷実スペシャルライブが予定されていた。2日目は木村裕子とダーリンハニーのコラボレーションショーなどが実施されている。
2011年
10月15・16日に開催。第1会場では、目玉企画として、初代3000形・10000形・5000形・レール削正車が展示されたほか、レール運搬車の積み下ろし作業などが実演された。
第2会場では、駅長または乗務員との記念撮影会、ミニSLの走行会などが開催された。また15日には向谷実スペシャルライブが、16日には立川真司によるものまねライブが開催された。
2012年
10月20・21日に開催。第1会場では、目玉企画として、藤子・F・不二雄の漫画人物がラッピングされた新3000形「小田急F-trainII」・ロマンスカー30000形・初代3000形・保線車両が展示された。
第2会場のビナウォークでは、各種鉄道グッズの販売、ロマンスカー乗務員・駅長との記念撮影会、ミニSLの走行会などが開催された。また20日には向谷実による「メロディーズ」スペシャルライブが開催された。
2013年
10月19・20日に開催されたが、2日目の20日は雨天のため、第1会場のイベントがすべて中止となり、第2会場のみの縮小開催となった。第1会場では、目玉企画として、ロマンスカー60000形、初代3000形・8000形・1000形（箱根登山カラー）・保線車両が展示された。
第2会場では、各種鉄道グッズの販売、ロマンスカー乗務員・駅長との記念撮影会、HOゲージの模型走行会などが開催された。また19日には向谷実によるスペシャルライブが開催された。
2014年
10月18・19日に開催。第1会場では、目玉企画としてロマンスカー60000形・4000形・東京メトロ16000系電車・ハイブリッド軌陸車（タワー車）などの保線車両が展示された。また本年は初代3000形の展示はされなかった。
第2会場では、各種鉄道グッズの販売、ロマンスカー乗務員・駅長との記念撮影会、HOゲージの模型走行会などが開催された。また18日には向谷実によるスペシャルライブが開催された。
2015年
10月17・18日に開催。第1会場では、1000形（リニューアル車）・8000形・50000形 (VSE) が展示された。
2016年
10月15・16日に開催。第1会場では、目玉企画として、4000形・東京メトロ16000系・JR東日本E233系電車2000番台が展示された。
第2会場では、小田急グループの路線バス（15日は小田急バスと立川バス、16日は箱根登山バスと神奈川中央交通）車両展示された。
2017年
10月21・22日に開催。22日は平成29年台風第21号接近のため、第1会場の海老名電車基地のすべてのイベント、ビナウォークの一部イベントが中止となった。第1会場では今年度、EXEαとしてリニューアルされたロマンスカー30000形・1000形（箱根登山カラー）が展示された。
2018年
10月20・21日に開催。第1会場では、7月に定期運行を終了し、また、ファミリー鉄道展の開催日1週間前となる10月13日に団体臨時列車で営業運転を終了した7000形が展示された。
2019年
5月25・26日に開催。第1会場では、初代3000形、70000形 (GSE) の新旧ロマンスカーの展示となった。
2020年
新型コロナウイルスにより5月11日に開催中止が発表された。
当初では、新型5000形と50000形の展示予定だった。
2021年以降
新型コロナウイルス感染拡大防止、車両撮影におけるマナー違反対策、イベントの有料化による収益確保のため、2021年以降は開催見送りとなった。代替企画として、親子参加型の有料イベントや、ロマンスカーミュージアム館長が海老名検車区を案内する有料企画等を実施した。